# Incendio de Esmirna
El Incendio de Esmirna (en griego: Καταστροφή της Σμύρνης, "Catástrofe de Esmirna"; en turco: 1922 İzmir Yangını, "1922 Izmir Fire"; en armenio: Զմիւռնիոյ Մեծ Հրդեհ, Zmyuṙno Mets Hrdeh) destruyó gran parte de la ciudad portuaria de Esmirna (la moderna İzmir, Turquía) en septiembre de 1922. Testigos presenciales afirman que el incendio comenzó el 13 de septiembre de 1922 y duró hasta que se extinguió en gran parte el 22 de septiembre. Comenzó cuatro días después de que los militares turcos capturaran la ciudad el 9 de septiembre, poniendo fin a la Guerra Greco-Turca, más de tres años después del desembarco de las tropas del ejército griego en Esmirna el 15 de mayo de 1919. Se estima que las muertes de griegos y armenios a causa del incendio oscilan entre 10.000 y 125.000.
Unos 80.000 a 400.000 griegos y armenios se agolparon en el muelle para escapar del fuego. Se vieron obligados a permanecer allí en duras condiciones durante casi dos semanas. Las tropas turcas y los irregulares habían empezado a cometer masacres y atrocidades contra la población griega y armenia de la ciudad antes de que estallara el incendio. Muchas mujeres fueron violadas. Decenas de miles de hombres griegos y armenios fueron posteriormente deportados al interior de Anatolia, donde la mayoría murió en duras condiciones.
El fuego destruyó por completo los barrios griegos y armenios de la ciudad; los barrios musulmanes y judíos no sufrieron daños. Existen diferentes relatos y testigos presenciales sobre quién fue el responsable del incendio; la mayoría de las fuentes y estudiosos lo atribuyen a los soldados turcos que prendieron fuego a las casas y negocios griegos y armenios, otros sostienen que los griegos y los armenios iniciaron el incendio para empañar la reputación de los turcos o para negarles el acceso a sus antiguos hogares y negocios. La mayoría de las fuentes occidentales coinciden en la culpabilidad turca.

## Antecedentes
La proporción de la población cristiana con respecto a la población musulmana sigue siendo objeto de disputa, pero la ciudad fue un centro multicultural y cosmopolita hasta septiembre de 1922. Diferentes fuentes afirman que los griegos o los turcos constituyen la mayoría de la ciudad. Según Katherine Elizabeth Flemming, en 1919-1922 los griegos de Esmirna eran 150.000, lo que suponía algo menos de la mitad de la población, y superaban a los turcos en una proporción de dos a uno. Además de los turcos y los griegos, había en la ciudad importantes comunidades armenias, judías y levantinas. Según Trudy Ring, antes de la Primera Guerra Mundial, sólo los griegos sumaban 130.000 personas de una población de 250.000, sin contar a los armenios y otros cristianos.
Según el censo del Otomano de 1905, había 100.356 musulmanes, 73.636 cristianos ortodoxos, 11.127 cristianos armenios y otros 25.854; las cifras actualizadas de 1914 daban 111.486 musulmanes frente a 87.497 cristianos ortodoxos.
De acuerdo con el embajador de los Estados Unidos en el imperio Otomano, Henry Morgenthau, más de la mitad de la población de la ciudad era griega. El cónsul general estadounidense en la villa, George Horton, escribió que, de los 400,000 habitantes en Esmirna, 165,000 eran turcos, 150,000 griegos, 25,000 judíos, 25,000 armenios y 20,000 extranjeros: 10,000 italianos, 3,000 franceses, 2,000 británicos y 300 norteamericanos. La mayoría de griegos y armenios cristianos.
Además según estudiosos la ciudad era la de mayor población griega salvo Atenas. Los otomanos se referían a ella como la infiel Esmirna (Gavur Izmir) debido a los numerosos griegos y a la gran cantidad de población no musulmana.

## Eventos

### Entrada del ejército turco

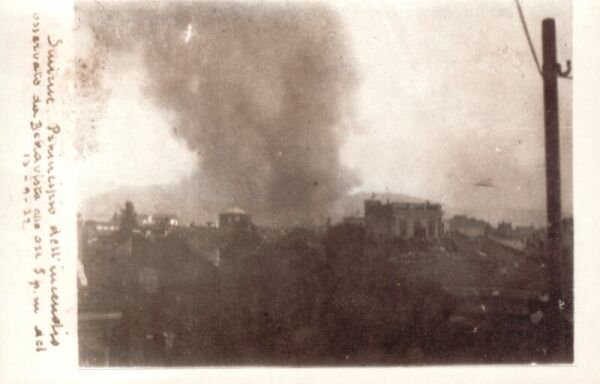
El comienzo del incendio, visto desde Bella Vista. 13 de septiembre de 1922.

Las tropas griegas evacuaron Esmirna en la noche del viernes 8 de septiembre. Los primeros elementos de las fuerzas de Mustafa Kemal, un escuadrón de caballería turco, se abrió paso en la ciudad desde el extremo norte del muelle a la mañana siguiente, estableciendo su cuartel general en el principal edificio gubernamental llamado Konak. El ejército griego estaba desorganizado y no pudo evacuar la ciudad de forma ordenada, y los combates continuaron al día siguiente. Según el General del 5º Regimiento de Caballería Fahrettin Altay, el 10 de septiembre, las fuerzas turcas pertenecientes al 2º y 3º Regimiento de Caballería capturaron alrededor de 3 mil soldados griegos, 50 oficiales griegos y un comandante de brigada en el sur del centro de la ciudad que se estaban retirando de Aydın. El teniente Ali Rıza Akıncı, primer oficial turco que izó la bandera turca en la Liberación de Esmirna el 9 de septiembre, menciona en sus memorias que su unidad de 13 soldados de caballería fue emboscada por una salva de 30-40 fusiles desde la fábrica de Tuzakoğlu después de ser saludada y felicitada por un pelotón de marines franceses en el puente de Halkapınar. Este fuego de salva mató al instante a 3 soldados de caballería e hirió mortalmente a otro. Fueron relevados por el capitán Şerafettin y sus 2 unidades que rodearon la fábrica. Además, el capitán Şerafettin, junto al teniente Ali Rıza Akıncı fueron heridos por una granada lanzada por un soldado griego frente al edificio del Pasaport. El teniente fue herido levemente de la nariz y de la pierna, y su caballo del vientre. The grenade thrower was also mentioned by George Horton as "some fool threw a bomb", and that the commander of this unit "received bloody cuts about the head". Más tarde se erigió un monumento en el lugar donde habían caído estos soldados de caballería. El mando militar fue asumido primero por Mürsel Pasha, y luego por Nureddin Pasha, General del Primer Ejército Turco. 

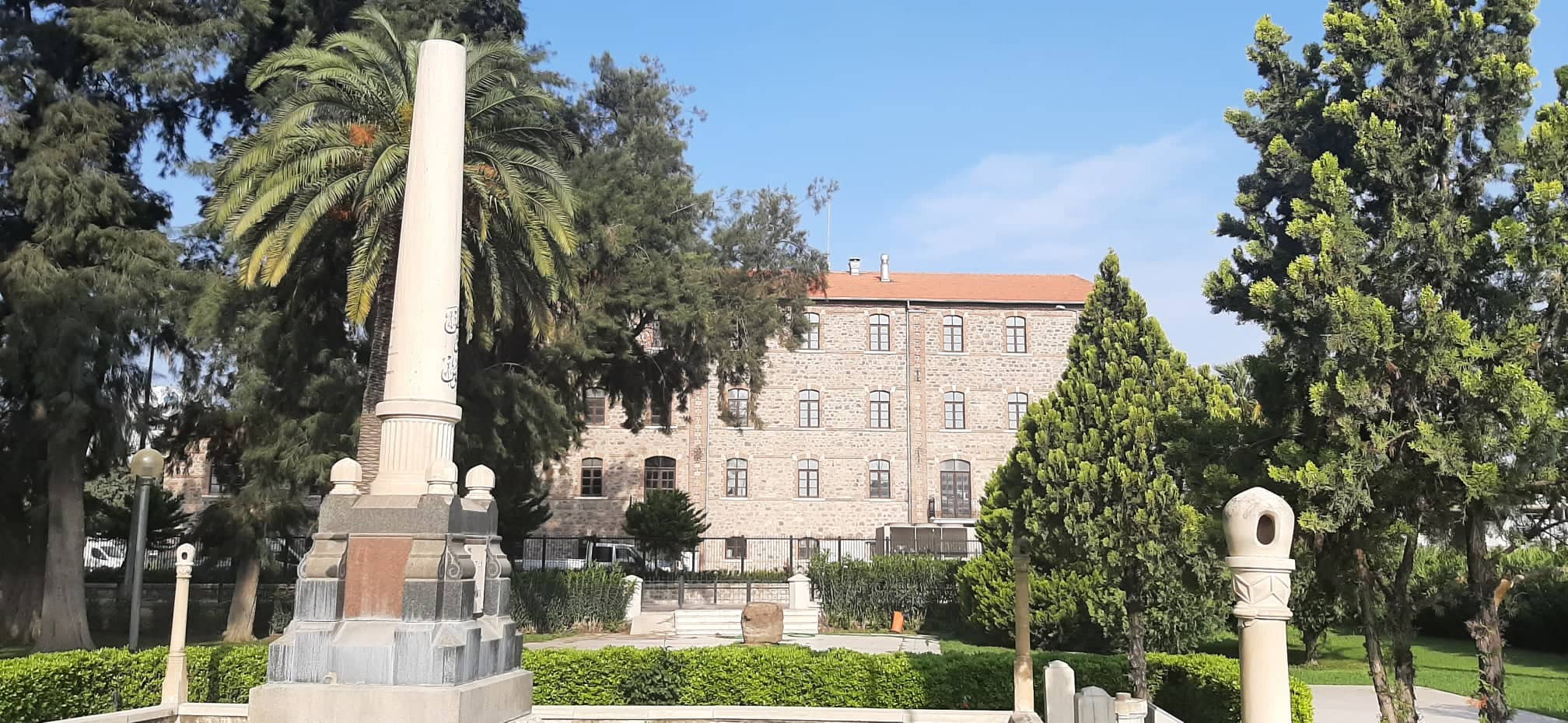
El Monumento a la Patria y el Honor y la Fábrica de Harina de Tuzakoğlu.

Al principio, la ocupación turca de la ciudad fue ordenada. Aunque los habitantes armenios y griegos veían su entrada con inquietud, razonaron que la presencia de la flota aliada desalentaría cualquier violencia contra la comunidad cristiana. En la mañana del 9 de septiembre, no menos de veintiún buques de guerra aliados estaban anclados en el puerto de Esmirna, entre ellos el buque insignia británico, los acorazados HMS Iron Duke y King George V, junto con su escolta de cruceros y destructores al mando del almirante Osmond Brock; los destructores estadounidenses USS Litchfield, Simpson, y Lawrence (al que se unió posteriormente el Edsall'); tres cruceros y dos destructores franceses bajo el mando del almirante Dumesnil; y un crucero y un destructor italianos. Como medida de precaución, marineros e infantes de marina de la flota aliada fueron desembarcados en tierra para vigilar sus respectivos complejos e instituciones diplomáticas con órdenes estrictas de mantener la neutralidad en caso de que estallara la violencia entre turcos y cristianos.
El 9 de septiembre, el orden y la disciplina comenzaron a romperse entre las tropas turcas, que empezaron a atacar sistemáticamente a la población armenia, saqueando sus tiendas, sus casas, separando a los hombres de las mujeres y llevándose y agrediendo sexualmente a estas últimas. El obispo griego ortodoxo de la Metrópolis de Esmirna, Crisóstomo, fue torturado y asesinado a hachazos por una turba turca a la vista de los soldados franceses, a los que su oficial al mando impidió intervenir, con la aprobación del almirante Dumesnil. Se buscó refugio en todos los lugares posibles, incluyendo Paradise, donde se encontraba el barrio americano, y los barrios europeos. Algunos pudieron refugiarse en el American Collegiate Institute y en otras instituciones, a pesar de los denodados esfuerzos por rechazar a los que buscaban ayuda por parte de los americanos y los europeos, que estaban ansiosos por no enemistarse o perjudicar sus relaciones con los líderes del movimiento nacional turco. Un oficial del vapor holandés Siantar que se encontraba en el puerto de la ciudad durante ese período informó de un incidente que ha escuchado, según él después de que las tropas turcas hubieran entrado en la ciudad se incendió un gran hotel que tenía huéspedes griegos, los turcos habían colocado una ametralladora frente a la entrada del hotel y abrieron fuego cuando la gente intentaba salir del edificio en llamas. Además, dijo que a la tripulación no se le permitió salir a la costa después del anochecer porque los matones rondaban por las calles de la ciudad y era peligroso.
Las víctimas de las masacres cometidas por el ejército turco y los irregulares fueron también ciudadanos extranjeros. El 9 de septiembre, el comerciante holandés Oscar de Jongh y su esposa fueron asesinados por la caballería turca, mientras que en otro incidente un médico británico jubilado fue golpeado hasta la muerte en su casa, cuando intentaba evitar la violación de una sirvienta.

### Incendio

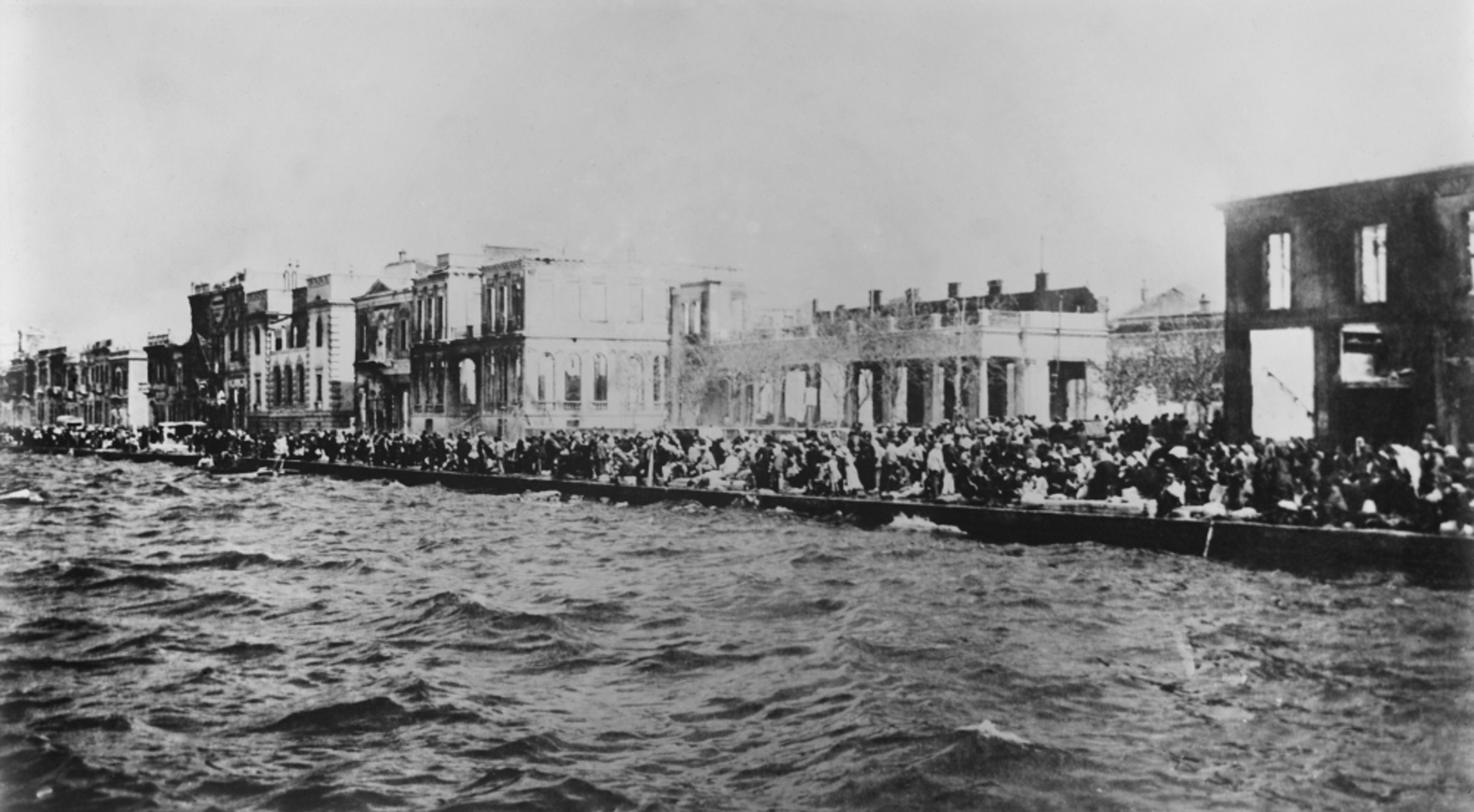
Edificios en llamas y gente tratando de escapar

El primer incendio se produjo a última hora de la tarde del 13 de septiembre, cuatro días después de que las fuerzas nacionalistas turcas entraran en la ciudad. El incendio comenzó en el barrio armenio de la ciudad (actual barrio de Basmane), y se extendió rápidamente debido al tiempo ventoso y al hecho de que no se hizo ningún esfuerzo para apagarlo. El autor Giles Milton escribió:

Una de las primeras personas en darse cuenta del incendio fue la señorita Minnie Mills, directora del American Collegiate Institute for Girls. Acababa de terminar su almuerzo cuando se dio cuenta de que uno de los edificios vecinos estaba ardiendo. Se levantó para ver más de cerca y se sorprendió de lo que vio. "Vi con mis propios ojos a un oficial turco entrar en la casa con pequeñas latas de petróleo o bencina y en pocos minutos la casa estaba en llamas". No fue la única en el instituto que vio el estallido del fuego. "Nuestros profesores y chicas vieron a turcos con uniformes de soldados regulares y en varios casos con uniformes de oficiales, utilizando largos palos con trapos en el extremo que fueron sumergidos en una lata de líquido y llevados a las casas que pronto ardieron.

Otros, como Claflin Davis, de la Cruz Roja Americana y el señor Joubert, director del Credit Foncier Bank de Esmirna, también fueron testigos de cómo los turcos incendiaban los edificios. Cuando este último preguntó a los soldados qué estaban haciendo, "respondieron impasiblemente que tenían órdenes de volar y quemar todas las casas de la zona". El cuerpo de bomberos de la ciudad hizo todo lo que pudo para combatir los incendios, pero el miércoles 13 de septiembre eran tantos los que se estaban produciendo que no pudieron seguir el ritmo. Dos bomberos de la brigada, un sargento Tchorbadjis y Emmanuel Katsaros, declararían más tarde ante el tribunal que fueron testigos de cómo los soldados turcos incendiaban los edificios. Cuando Katsaros se quejó, uno de ellos comentó: "Ustedes tienen sus órdenes... y nosotros las nuestras. Esta es una propiedad armenia. "Nuestras" órdenes son prenderle fuego". La propagación del fuego provocó una estampida de personas que huyeron hacia el muelle, que se extendía desde el extremo occidental de la ciudad hasta su extremo norte, conocido como la Punta. El capitán Arthur Japy Hepburn, jefe de Estado Mayor de la escuadra naval estadounidense, describió el pánico en el muelle:

Al volver a la calle me encontré con que la estampida del incendio acababa de empezar. Todos los refugiados que se habían dispersado por las calles o se habían refugiado en iglesias y otras instituciones se dirigían hacia el muelle. A este flujo se sumaban los que abandonaban sus casas al paso del fuego... Ya era de noche. El muelle ya estaba lleno de decenas de miles de refugiados aterrorizados que se movían sin rumbo entre la aduana y el punto, y aun así el flujo constante de nuevas llegadas continuaba, hasta que todo el muelle parecía una masa sólida de humanidad y equipaje de todo tipo.

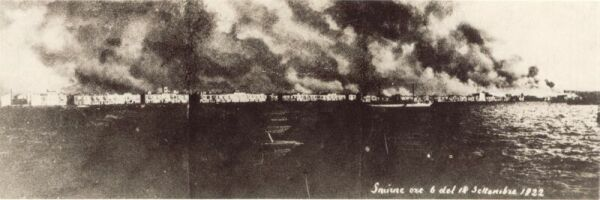
Vista panorámica del incendio de Esmirna.

El calor del fuego era tan intenso que a Hepburn le preocupaba que los refugiados murieran a causa de él. La situación de los refugiados en el muelle en la mañana del 14 de septiembre fue descrita por el teniente británico A. S. Merrill, quien creía que los turcos habían provocado el incendio para mantener a los griegos en estado de terror y así facilitar su salida:

Durante toda la mañana se pudo ver el resplandor y luego las llamas de Esmirna en llamas. Llegamos una hora antes del amanecer y la escena era indescriptible. Toda la ciudad estaba en llamas y el puerto estaba iluminado como el día. Miles de refugiados sin hogar iban y venían por el muelle en llamas, presas del pánico hasta la locura. Los gritos desgarradores de mujeres y niños eran dolorosos de escuchar. En un frenesí se lanzaban al agua y algunos alcanzaban el barco. Intentar desembarcar un barco habría sido desastroso. Varias embarcaciones lo intentaron y fueron inmediatamente detenidas por la loca carrera de una turba aullante... La multitud a lo largo del muelle, más allá del fuego, era tan espesa y trataba tan desesperadamente de acercarse al fondeadero de los hombres de guerra que las masas en el sofocante centro no podían escapar sino por mar. Afortunadamente había una brisa marina y el muro del muelle nunca se calentó lo suficiente como para asar viva a esta desafortunada gente, pero el calor debió ser tremendo para que se sintiera en el barco a 200 metros de distancia. Para aumentar la confusión, los bultos que pertenecían a estos refugiados -que consistían principalmente en alfombras y ropa- se incendiaron, creando una cadena de hogueras a lo largo de la calle.

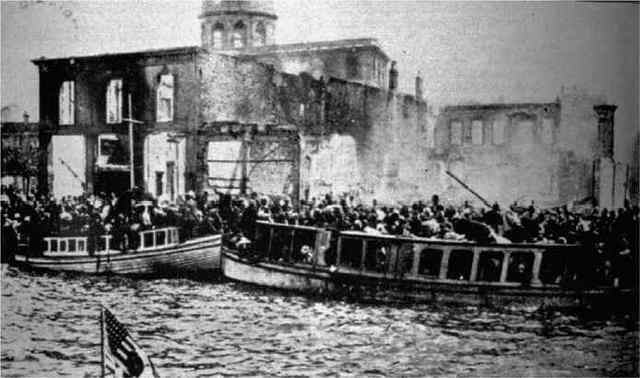
Barcos abarrotados de refugiados que huyen del fuego. La foto fue tomada desde la lancha de un buque de guerra estadounidense.

Las tropas turcas acordonaron el muelle para acorralar a los armenios y griegos dentro de la zona del incendio y evitar que huyeran. Los informes de los testigos oculares describen a los refugiados presas del pánico lanzándose al agua para escapar de las llamas y que sus gritos aterrorizados podían oírse a kilómetros de distancia. Para el 15 de septiembre el fuego se había calmado un poco, pero la violencia esporádica de los turcos contra los refugiados griegos y armenios mantenía la presión sobre las armadas occidental y griega para sacar a los refugiados lo antes posible. El fuego se extinguió por completo el 22 de septiembre, y el 24 de septiembre los primeros barcos griegos -que formaban parte de una flotilla organizada y comandada por el humanitario estadounidense Asa Jennings- entraron en el puerto para llevarse a los pasajeros, tras la iniciativa del capitán Hepburn y haber obtenido el permiso y la cooperación de las autoridades turcas y del almirante británico al mando de los destructores del puerto.

### Consecuencias

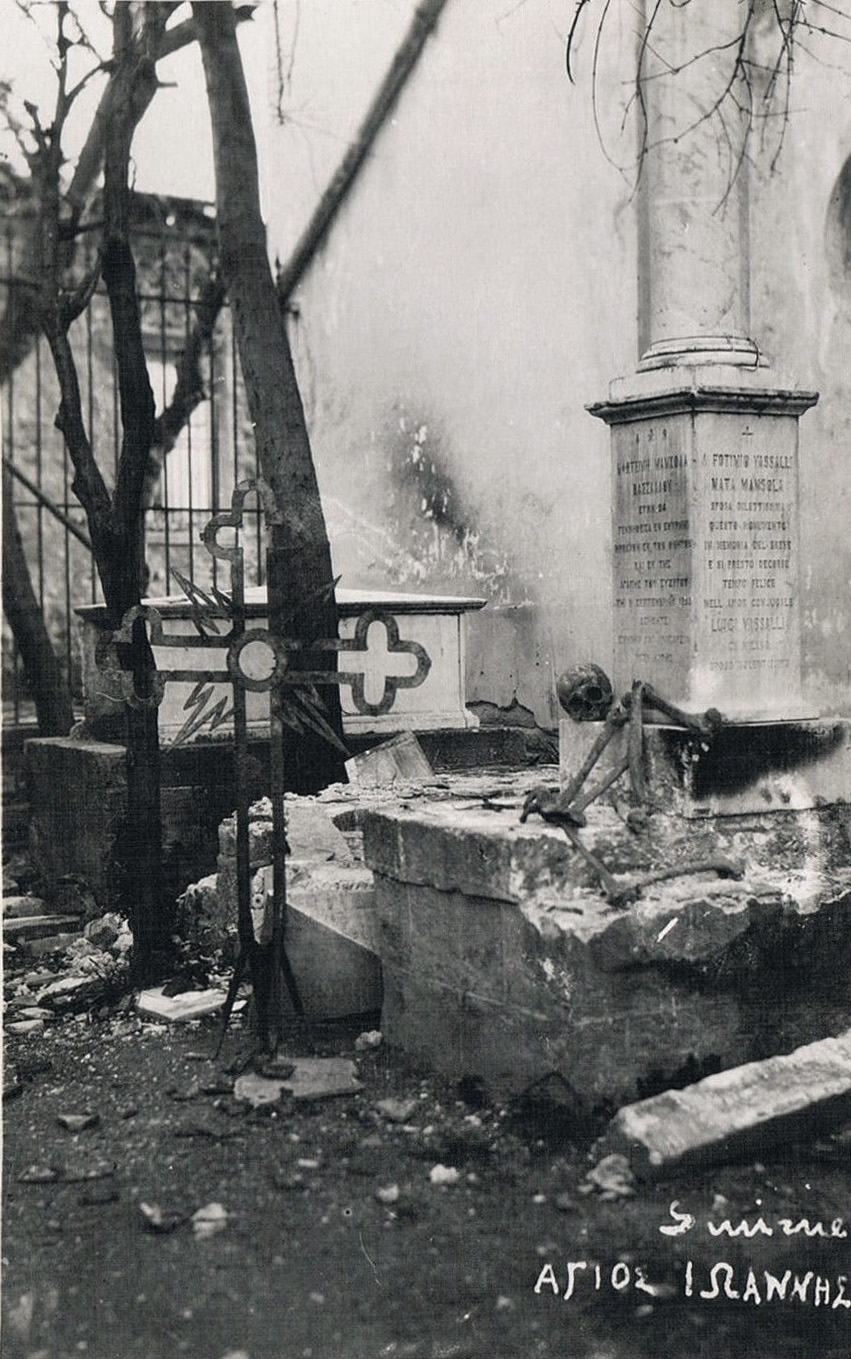
Tumbas profanadas en el cementerio griego de San Juan.

La evacuación fue difícil a pesar de los esfuerzos de los marineros británicos y estadounidenses por mantener el orden, mientras decenas de miles de refugiados se empujaban hacia la orilla. Los funcionarios estadounidenses de la YMCA y la YWCA intentaron organizar el socorro, pero los soldados turcos les robaron y luego les dispararon. En el muelle, los soldados turcos y los irregulares robaban periódicamente a los refugiados griegos, golpeando a algunos y deteniendo a otros que se resistían. Aunque hubo varios informes de tropas turcas bien educadas que ayudaban a las ancianas e intentaban mantener el orden entre los refugiados, estos son muy superados por los que describen la crueldad gratuita, el robo incesante y la violencia.
Los intentos estadounidenses y británicos de proteger a los griegos de los turcos sirvieron de poco, ya que el fuego se cobró un terrible tributo. Algunos griegos frustrados y aterrorizados se quitaron la vida, lanzándose al agua con los bultos a la espalda, los niños fueron víctimas de una estampida y muchos ancianos se desmayaron y murieron. Los armenios de la ciudad también sufrieron mucho y, según el capitán Hepburn, "todos los armenios sanos fueron perseguidos y asesinados dondequiera que se encontraran, e incluso los niños de 12 a 15 años participaron en la caza".
El fuego destruyó por completo los barrios griegos, armenios y asirios de la ciudad, y sólo sobrevivieron los barrios turco y judío. El próspero puerto de Esmirna, uno de los más activos comercialmente de la región, quedó reducido a cenizas. Unos 150.000-200.000 refugiados griegos fueron evacuados, mientras que unos 30.000 hombres griegos y armenios sanos fueron deportados al interior, muchos de los cuales murieron en las duras condiciones o fueron ejecutados por el camino. La presencia griega de 3.000 años en la costa del Egeo de Anatolia llegó a su fin de forma abrupta, junto con la Gran Idea. El escritor griego Dimitris Pentzopoulos escribió: "No es exagerado llamar al año '1922' el más calamitoso de la historia helénica moderna"."

## Responsabilidad

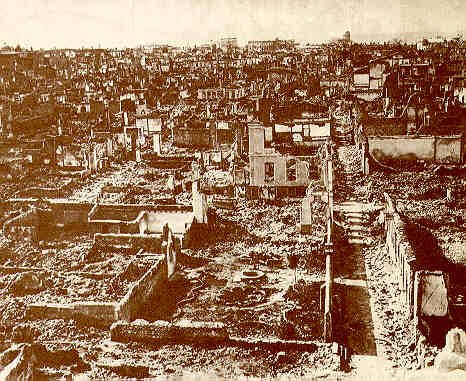
Una vista de la ciudad después del incendio intencionado, 15 de septiembre de 1922

La cuestión de quién fue el responsable de iniciar el incendio de Esmirna sigue siendo objeto de debate, ya que las fuentes turcas atribuyen mayoritariamente la responsabilidad a griegos o armenios, y viceversa. Otras fuentes, en cambio, sugieren que, como mínimo, la inactividad turca desempeñó un papel importante en el acontecimiento.
Se han publicado varios estudios sobre el incendio de Esmirna. El estudio de 1971 de la profesora de literatura Marjorie Housepian Dobkin, Smyrna 1922, concluye que el ejército turco quemó sistemáticamente la ciudad y mató a los habitantes cristianos griegos y armenios. Su trabajo se basa en amplios testimonios de supervivientes, tropas aliadas enviadas a Esmirna durante la evacuación, diplomáticos extranjeros, personal de socorro y testigos oculares turcos. Un estudio del historiador Niall Ferguson llega a la misma conclusión. El historiador Richard Clogg afirma categóricamente que el incendio fue provocado por los turcos tras la toma de la ciudad. En su libro Paradise Lost: Esmirna 1922, Giles Milton aborda el tema del incendio de Esmirna a través de material original (entrevistas, cartas inéditas y diarios) de las familias levantinas de Esmirna, que eran principalmente de origen británico. La conclusión del autor es que fueron soldados y oficiales turcos los que provocaron el incendio, muy probablemente actuando bajo órdenes directas. El erudito británico Michael Llewellyn-Smith, escribiendo sobre la administración griega en Asia Menor, también concluyó que el fuego fue "probablemente encendido" por los turcos, como indica lo que él llamó "lo que hay de evidencia...".
El historiador de Stanford Norman Naimark ha evaluado las pruebas sobre la responsabilidad del incendio. Está de acuerdo con la opinión del teniente estadounidense Merrill de que a los turcos les interesaba aterrorizar a los griegos para que abandonaran Esmirna con el incendio, y señala el hecho "extraño" de que el barrio turco se librara del fuego como un factor que sugiere la responsabilidad turca. Sin embargo, señala que no hay "pruebas sólidas y sustanciales" de ello y que se puede argumentar que el incendio de la ciudad iba en contra de los intereses turcos y era innecesario. También sugiere que la responsabilidad puede recaer en griegos y armenios, ya que "tenían sus propias buenas razones", señalando la "historia griega de retirada" y el "ataque armenio en el primer día de la ocupación". Sin embargo, el Ejército griego partió de Esmirna el 9 de septiembre de 1922, cuando Mustafa Kemal Atatürk y su ejército entraron en la ciudad, mientras que el incendio comenzó cuatro días después, el 13 de septiembre de 1922.
Horton y Housepian son criticados por Heath Lowry y Justin McCarthy, quienes argumentan que Horton tenía muchos prejuicios y Housepian hace un uso extremadamente selectivo de las fuentes. Lowry y McCarthy fueron miembros del ya desaparecido Instituto de Estudios Turcos y a su vez han sido fuertemente criticados por otros académicos por su negación del Genocidio Armenio. y McCarthy ha sido descrito por Michael Mann como del "lado turco del debate".
El autor y periodista turco Falih Rıfkı Atay, que se encontraba en Esmirna en aquella época, y el profesor turco Biray Kolluoğlu Kırlı coincidieron en que las fuerzas nacionalistas turcas fueron las responsables de la destrucción de Esmirna en 1922. Más recientemente, varios estudiosos, historiadores y políticos no contemporáneos se han sumado a la historia de los acontecimientos revisando comunicaciones e historias contemporáneas. Leyla Neyzi, en su trabajo sobre la historia oral relativa al incendio, distingue entre el discurso nacionalista turco y los relatos locales. En los relatos locales, señala que se responsabiliza a las fuerzas turcas, al menos, por no intentar extinguir el fuego de forma eficaz, o, en ocasiones, se les responsabiliza por el fuego mismo.

## Víctimas y refugiados

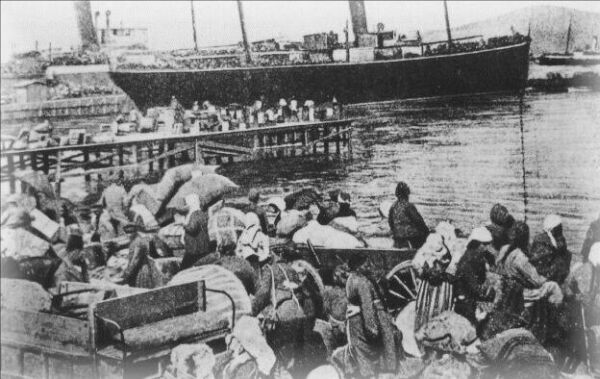
Refugiados

El número de víctimas del fuego no se conoce con precisión, y se estima que murieron hasta 125.000 griegos y armenios. El historiador estadounidense Norman Naimark da una cifra de entre 10.000 y 15.000 muertos, mientras que el historiador Richard Clogg da una cifra de 30.000. Estimaciones más amplias incluyen la de John Freely de 50.000 y la de Rudolf Rummel de 100.000..
La ayuda a la población de la ciudad por parte de los barcos de la Armada Helénica fue limitada, ya que había estallado la Revolución del 11 de septiembre de 1922 y la mayor parte del ejército griego se concentraba en las islas de Quíos y Lesbos, planeando derrocar al gobierno monárquico de Atenas.
Aunque en el puerto de Esmirna se encontraban numerosos barcos de diversas potencias aliadas, la gran mayoría de ellos alegaron neutralidad y no recogieron a los griegos y armenios que se vieron obligados a huir del fuego y de las tropas turcas que retomaron la ciudad tras la derrota del ejército griego. Las bandas militares tocaban música a todo volumen para ahogar los gritos de los que se ahogaban en el puerto y a los que se les impedía por la fuerza subir a los barcos aliados. Un carguero de Japón se deshizo de toda su carga y recogió a todos los refugiados posibles, llevándolos al puerto griego de El Pireo.

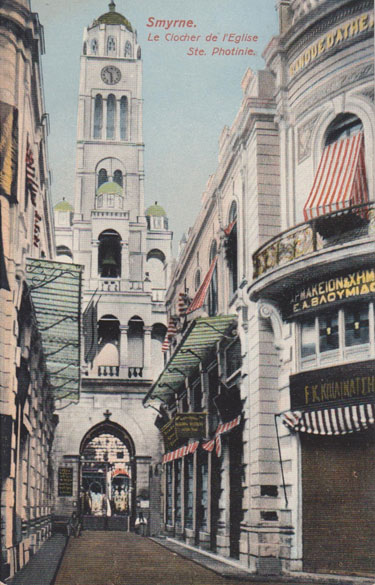
Campanario de la catedral ortodoxa griega de Santa Fotini. Las fuerzas nacionalistas turcas colocaron cargas de dinamita y lo volaron tras el incendio (15-20 de septiembre).

Muchos refugiados fueron rescatados por una flotilla improvisada por la protestante Asociación Misionera Americana de Asa Jennings. Otros estudiosos dan una versión diferente de los hechos; sostienen que los turcos primero prohibieron a los barcos extranjeros en el puerto recoger a los supervivientes, pero, bajo la presión especialmente de Gran Bretaña, Francia y Estados Unidos, permitieron el rescate de todos los cristianos excepto los varones de 17 a 45 años. Tenían la intención de deportar a estos últimos al interior, lo que "se consideraba una corta condena de por vida a la esclavitud bajo amos brutales, terminada con una muerte misteriosa".
El número de refugiados cambia según la fuente. Algunos periódicos contemporáneos afirman que hubo 400.000 refugiados griegos y armenios de Esmirna y sus alrededores que recibieron ayuda de la Cruz Roja inmediatamente después de la destrucción de la ciudad. Stewart Matthew afirma que hubo 250.000 refugiados que eran todos no turcos. Naimark da una cifra de 150.000-200.000 refugiados griegos evacuados. Edward Hale Bierstadt y Helen Davidson Creighton dicen que hubo al menos 50.000 refugiados griegos y armenios. Algunos relatos contemporáneos también sugieren el mismo número.
El número de hombres griegos y armenios deportados al interior de Anatolia y el número de muertes consiguientes varía según las fuentes. Naimark escribe que 30.000 hombres griegos y armenios fueron deportados allí, donde la mayoría murió en condiciones brutales. Dimitrije Đorđević sitúa el número de deportados en 25.000 y el número de muertos en batallones de trabajo en 10.000. David Abulafia afirma que al menos 100.000 griegos fueron enviados a la fuerza al interior de Anatolia, donde la mayoría murió.
Aristóteles Onassis, nacido en Esmirna y que posteriormente se convirtió en uno de los hombres más ricos del mundo, fue uno de los supervivientes griegos. Las diversas biografías de su vida documentan aspectos de sus experiencias durante la catástrofe de Esmirna. Sus experiencias vitales aparecen en la película para televisión titulada Onassis, el hombre más rico del mundo.
Durante la catástrofe de Esmirna, la familia Onassis perdió importantes propiedades, que les fueron arrebatadas o entregadas a los turcos como soborno para garantizar su seguridad y libertad. Se convirtieron en refugiados, huyendo a Grecia tras el incendio. Sin embargo, Aristóteles Onassis se quedó para salvar a su padre, que había sido internado en un campo de concentración turco. Consiguió salvar la vida de su padre. Durante este periodo murieron tres de sus tíos. También perdió a una tía, a su marido Chrysostomos Konialidis y a la hija de ambos, que murieron quemados cuando los soldados turcos incendiaron una iglesia en Tiatira, donde 500 cristianos se habían refugiado para evitar a los soldados turcos y el incendio de Esmirna.

## Consecuencias
Toda la ciudad sufrió importantes daños en sus infraestructuras. El núcleo de la ciudad tuvo que ser literalmente reconstruido desde las cenizas. En la actualidad, 40 hectáreas de la antigua zona del incendio son un vasto parque llamado Kültürpark que sirve como el mayor centro de exposiciones al aire libre de Turquía, incluyendo la Feria Internacional de Esmirna, entre otros.
Según el primer censo realizado en Turquía después de la guerra, la población total de la ciudad en 1927 era de 184.254 habitantes, de los cuales 162.144 (88%) eran musulmanes y el resto 22.110.

## En Arte, Música y Literatura
- El cuaderno de viaje de Robert Byron Europa en el espejo (1926) contiene un informe de un testigo ocular que culpa a los turcos del incendio..[86]
- "En el muelle de Esmirna" (1930), un cuento publicado como parte de En nuestro tiempo, de Ernest Hemingway, alude al incendio de Esmirna:

Lo extraño fue, dijo, cómo gritaban todas las noches a medianoche ... Estábamos en el puerto y ellos estaban en el muelle y a medianoche empezaban a gritar. Solíamos encender el reflector sobre ellos para acallarlos. Eso siempre funcionaba.

- Eric Ambler's novel The Mask of Dimitrios (1939) details the events at Smyrna at the opening of chapter 3.[88]
- La sección final de la obra de Edward Whittemore Tapiz del Sinaí (1977) tiene lugar durante el incendio de Esmirna.[89]
- Parte de la novela El Titán (1985) de Fred Mustard Stewart tiene lugar durante el incendio de Esmirna.[90]
- Susanna de Vries Blue Ribbons Bitter Bread (2000)[91] es un relato sobre Esmirna y los refugiados griegos que desembarcaron en Tesalónica.
- La novela Middlesex (2002) del escritor americano de ascendencia griega Jeffrey Eugenides empieza describiendo el incendio de Esmirna.[92]
- Mehmet Coral's İzmir: 13 Eylül 1922 ("Izmir: 13 September 1922") (2003?)[93] addressed this topic;[94] it was also published in the Greek language by Kedros of Athens/Greece under the title: Πολλές ζωές στη Σμύρνη (Many lives in Izmir).[95]
- El álbum de la cantautora greco-estadounidense Diamanda Galas Defixiones: Will and Testament (2003) se inspira directamente en las atrocidades turcas cometidas contra la población griega en Esmirna. Galas desciende de una familia originaria de Esmirna.[96]
- Parte de la novela Pájaros sin alas (2004) de Louis De Bernieres tiene lugar durante el incendio de Esmirna y sus consecuencias.[97]
- Panos Karnezis's 2004 novel The Maze deals with historical events involving and related to the fire at Smyrna.[98]
- "Smyrna: The Destruction of a Cosmopolitan City – 1900–1922", a 2012 documentary film by Maria Ilioú.[99]
- El relato personal de Deli Sarkis Sarkisian sobre el incendio de Esmirna se relata en el libro de Ellen Sarkisian Chesnut The Scars He Carried, A Daughter Confronts The Armenian Genocide and Tells Her Father's Story (2014).[100]
- "Smyrna: Paradise is Burning, The Asa K. Jennings Story", a 2022 documentary produced by Mike Damergis; won the Best Historical Film award in the Cannes World Film Festival (May 2022).[101]

## Otras lecturas

### Relatos personales
- Der-Sarkissian, Jack. "Two Armenian Physicians in Smyrna: Case Studies in Survival," in Armenian Smyrna/Izmir: The Aegean Communities, ed. Richard G. Hovannisian. Costa Mesa, CA: Mazda Publishers, 2012.
- Calonne, David Stephen. "Ernest Hemingway, Henry Miller, and Smyrna 1922," in Armenian Smyrna/Izmir: The Aegean Communities.

### Historia de Esmirna y el incendio
- Dobkin, Marjorie Housepian. Smyrna 1922: The Destruction of a City. New York: Harcourt Brace Jovanovich, 1971; 2nd ed. Kent, OH: Kent State University Press, 1988.
- Georgelin, Hervé. La Fin de Smyrne: Du cosmopolitisme aux nationalismes. Paris: CNRS Editions, 2005.
- Karagianis, Lydia, Smoldering Smyrna, Carlton Press, 1996; ISBN 978-0-806-25114-1.
- Llewellyn Smith, Michael. Ionian Vision: Greece in Asia Minor, 1919–1922. New York: St. Martin's Press, 1973.
- Mansel, Philip. Levant: Splendour and Catastrophe on the Mediterranean, London, John Murray, 2010; New Haven, Yale University Press, 2011.
- Milton, Giles. Paradise Lost: Smyrna, 1922. New York: Basic Books, 2008.

### Humanitarianism
- Papoutsy, Christos. Ships of Mercy: The True Story of the Rescue of the Greeks, Smyrna, September 1922. Portsmouth, N.H.: Peter E. Randall, 2008.
- Tusan, Michelle. Smyrna's Ashes: Humanitarianism, Genocide, and the Birth of the Middle East. Berkeley: University of California Press, 2012.
- Ureneck, Lou. The Great Fire: One American's Mission to Rescue Victims of the 20th Century's First Genocide. New York: Ecco Press, 2015.

### Memory and Remembering
- Kolluoğlu-Kırlı, Biray. "The Play of Memory, Counter-Memory: Building Izmir on Smyrna’s Ashes," New Perspectives on Turkey 26 (2002): 1–28.
- Morack, Ellinor. "Fear and Loathing in 'Gavur' Izmir: Emotions in Early Republican Memories of the Greek Occupation (1919–22)," International Journal of Middle East Studies 49 (2017): 71–89.
- Neyzi, Leyla. "Remembering Smyrna/Izmir: Shared History, Shared Trauma," History and Memory 20 (2008):106–27.